# Sylvain Bouchard
Sylvain Bouchard (* 12. dubna 1970 Loretteville, Québec) je bývalý kanadský rychlobruslař.
Od roku 1990 závodil ve Světovém poháru. Startoval na Zimních olympijských hrách 1994, kde dosáhl páté příčky na trati 500 m a jedenáctého místa na dvojnásobné distanci. V roce 1996 skončil na Mistrovství světa ve sprintu pátý, což je jeho nejlepší výsledek z těchto šampionátů. Zúčastnil se ZOH 1998 a v obou závodech, které absolvoval, skončil těsně pod medailovými pozicemi (500 m – 4. místo, 1000 m – 5. místo). Na Mistrovství světa 1998 získal zlatou medaili v závodě na 1000 m a stříbro na trati 500 m. Po sezóně 1997/1998 ukončil sportovní kariéru.